# Kassisaba
Kassisaba est un quartier du district de Kesklinn à Tallinn en Estonie.

## Géographie
En 2019,  Kassisaba compte 4 431 habitants.
Sa superficie  est de 0,45 km2.
Kassisaba est situé à l'ouest et au sud-ouest de la vieille ville de Tallinn, dans la zone située entre Toompuiestee, la Paldiski maantee, la voie ferrée Tallinn-Narva et la rue Väike-Ameerika. 
Au nord, Kassisaba voisine Kelmiküla. A l'est, Kassisaba est reliée aux anciens parcs construits sur des zones de protection des sols.
Les rues du quartier sont: Amandus Adamsoni tänav, Ao tänav, Eha tänav, Endla tänav, Artur Kapi tänav, Kevade tänav, Koidu tänav, Loite tänav, Loode põik, Loode tänav, Luise tänav, Paldiski maantee, Roopa tänav, Tehnika tänav, Toompuiestee, Villardi tänav, Wismari tänav.

## Population
| 2008  | 2010  | 2011  | 2012  | 2013  | 2014  |
| ----- | ----- | ----- | ----- | ----- | ----- |
| 3 343 | 3 384 | 3 498 | 3 540 | 3 590 | 3 915 |

| 2015  | 2016  | 2017  | 2018  | 2019  | 2020  |
| ----- | ----- | ----- | ----- | ----- | ----- |
| 4 265 | 4 533 | 4 766 | 4 963 | 4 431 | 4 461 |

| 2021  | 2022  | - | - | - | - |
| ----- | ----- | - | - | - | - |
| 4 551 | 4 619 | - | - | - | - |

## Lieux et monuments
- Toompuiestee 3 - Bâtiment principal de la Kaitsepolitseiamet ;
- Vismari tn 5 -  Ambassade du Danemark ;
- Vismari tn 6 - Ambassade de Grande-Bretagne ;
- Vismari tn 15 - Hôpital de Vismari (et) ;
- Vismari tn 15A - Stade Vismari ;
- Kevade tn 8 - Lycée Jacob Westholm (et);
- Endla tn 4 - École de langues de Tallinn ;
- Endla tn 8 - Département de l'assurance sociale ;
- Endla tn 10A - Département de la protection des consommateurs et du contrôle technique ;
- Luise tn 11A - Temple du Saint Nom de Krishna.
- Paldiski mnt 3 – City Hotel Tallinn (et) ;
- Toompuiestee 19 - Hotel L'Ermitage (et) ;
- Toompuiestee 23 - von Stackelberg Hotel Tallinn (et) .

## Transports
Kassisaba, est traversé par les lignes de bus n° 3, 8, 16, 21, 21B, 22, 23, 24, 35, 40, 41, 41B, 42, 67 et par les lignes de trolleybus n° 1, 3 et 4.

## Galerie

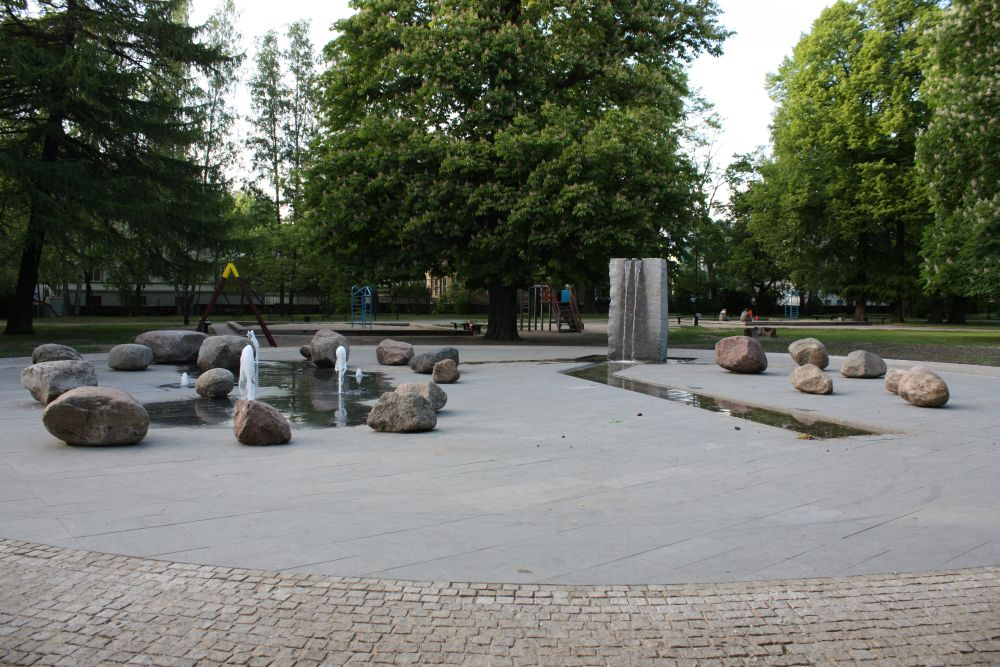
Parc Falgi
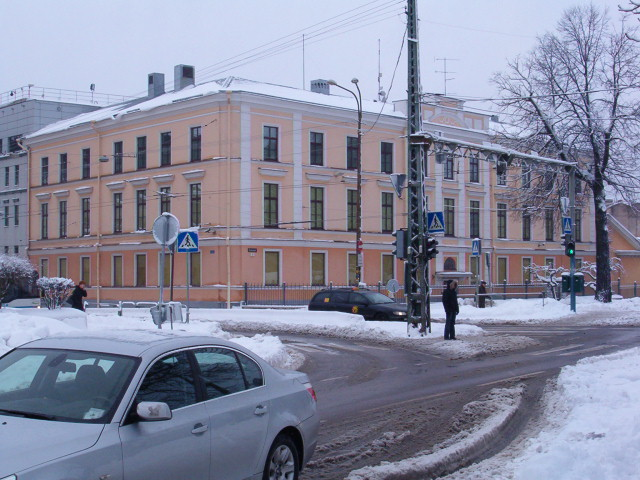
Siège du Service estonien de la sécurité intérieure
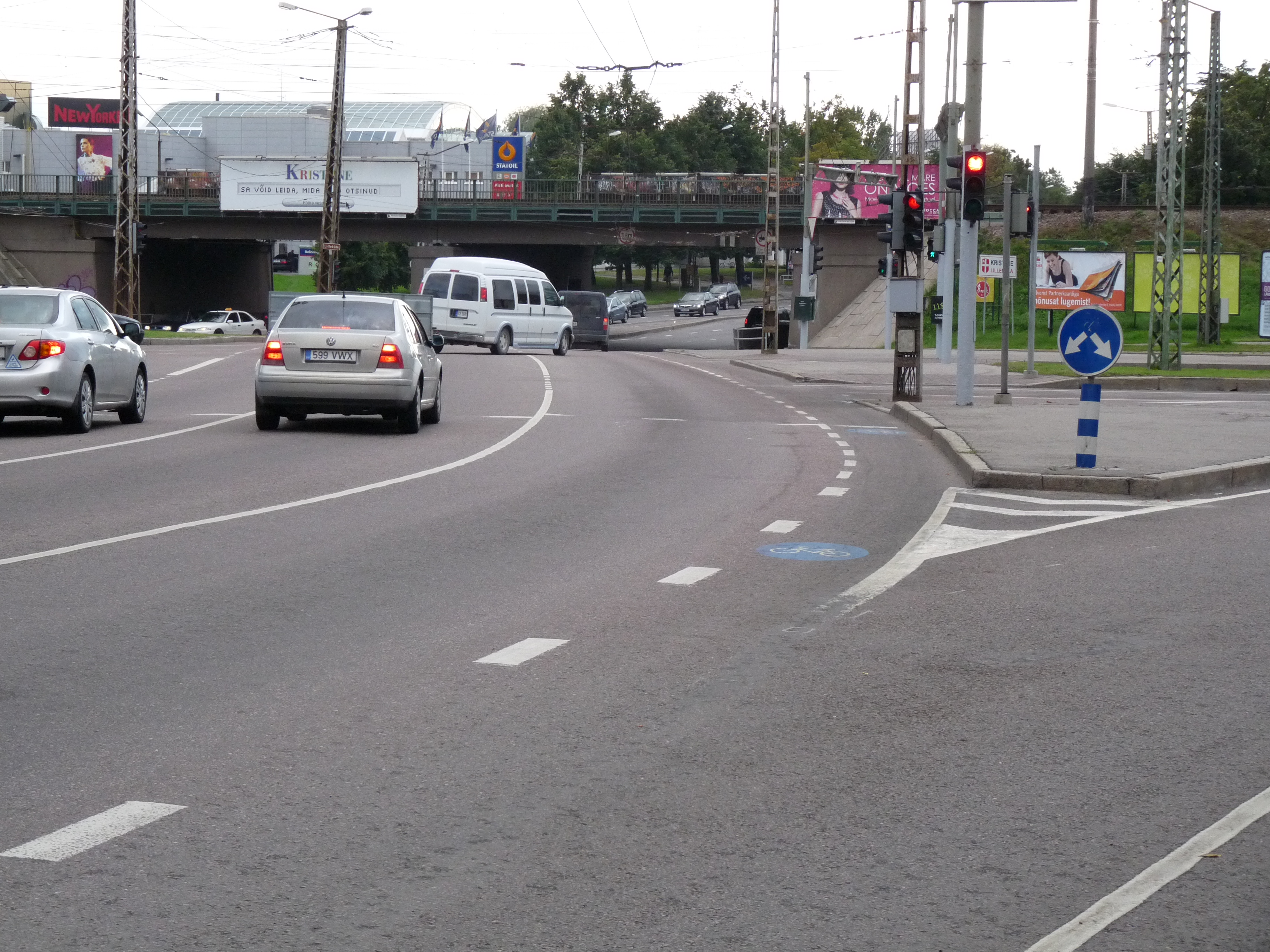
Rue Endla.
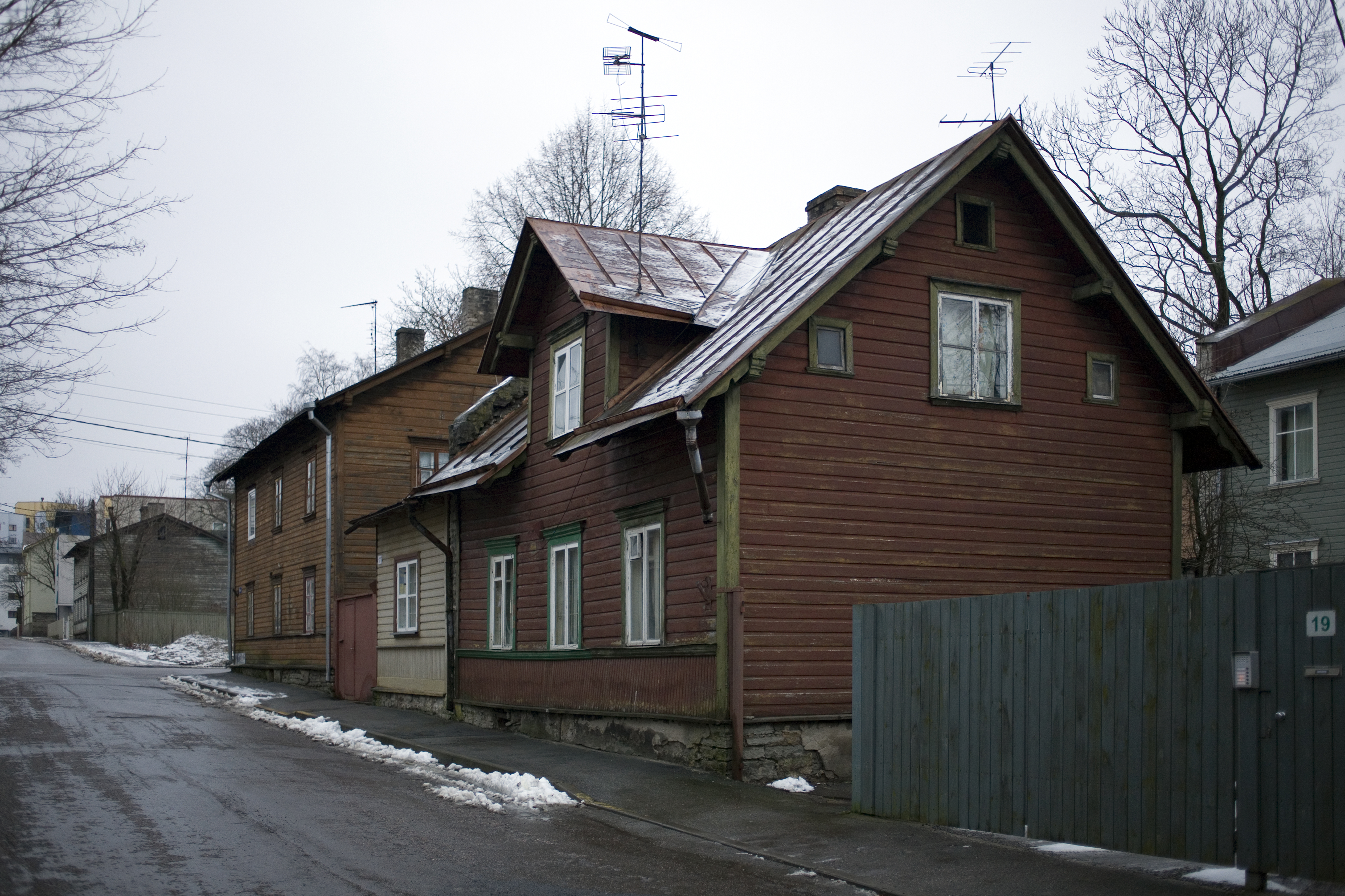
Maison de la rue Roopa.
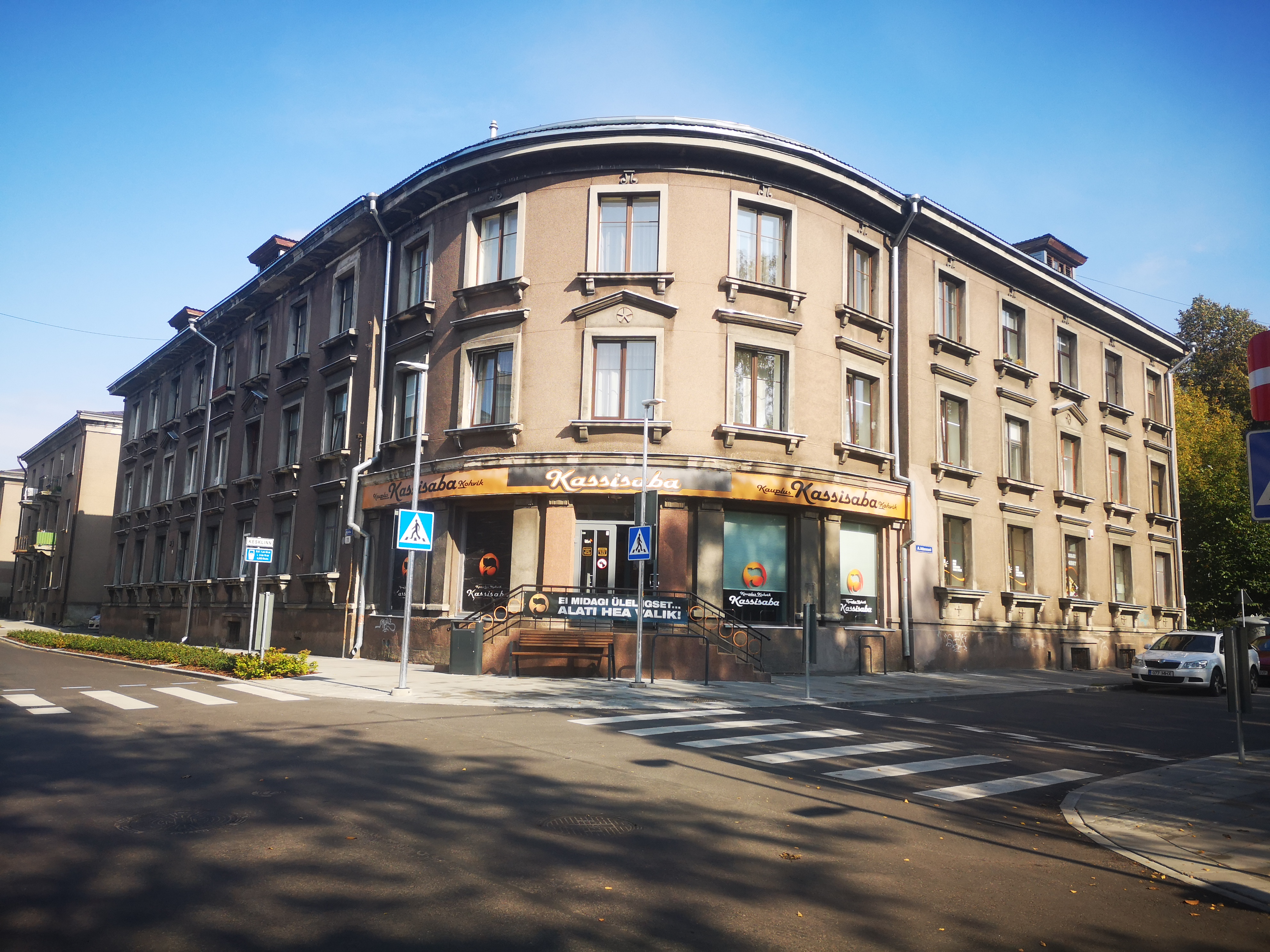
Koidu tänav 11
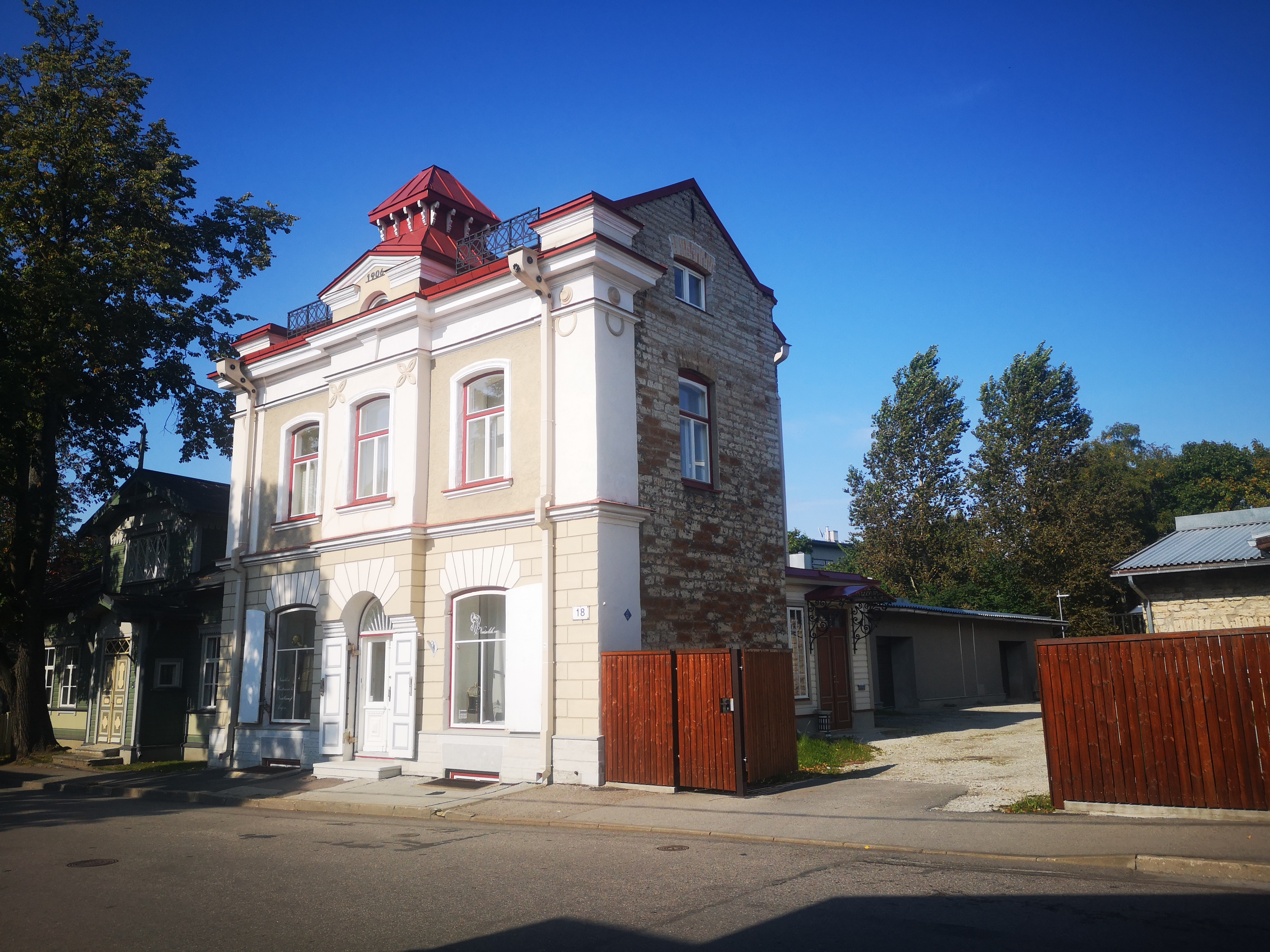
Adamsoni 18.
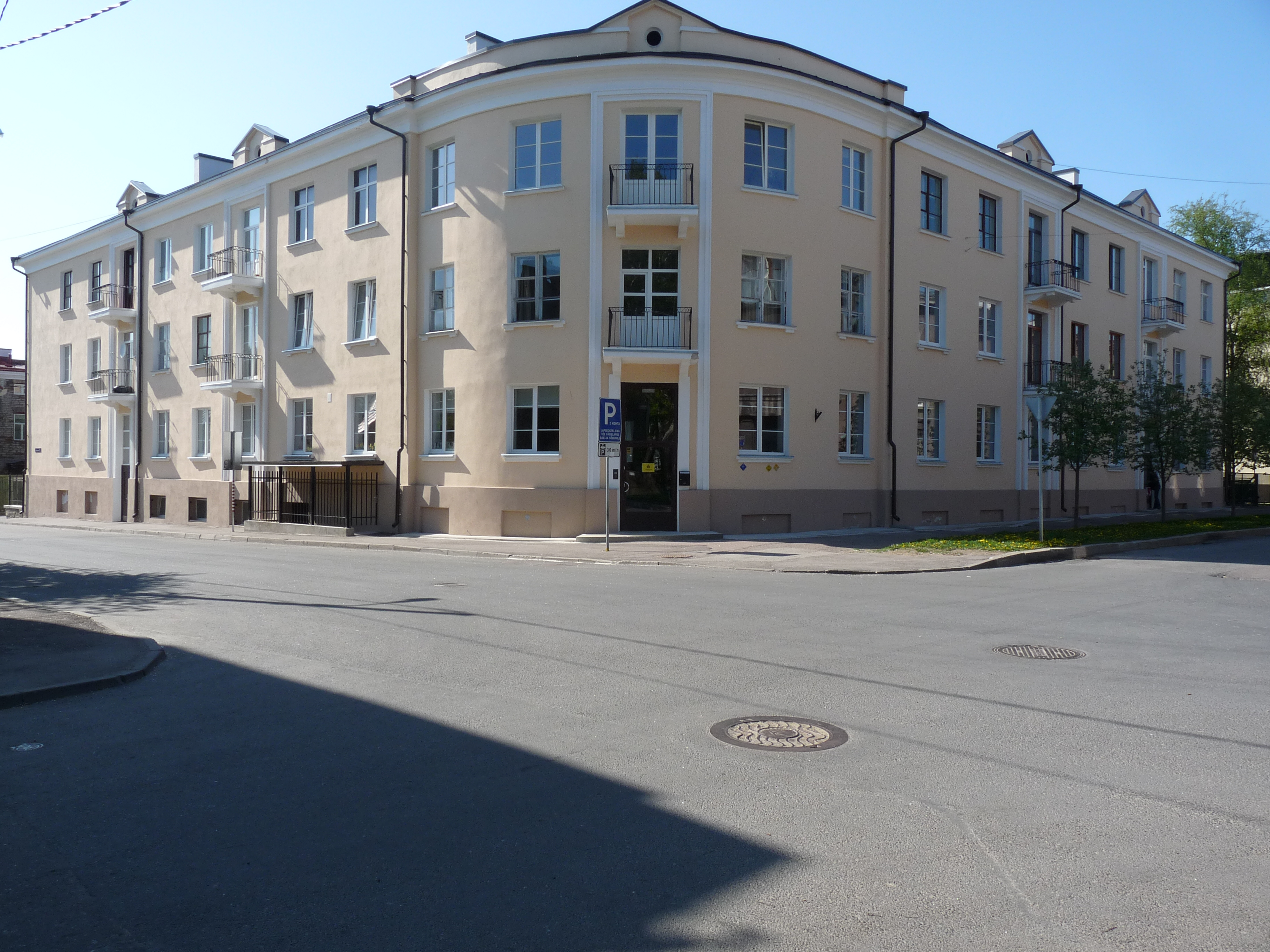
Croisement de Koidu tänav et Adamsoni tänav.
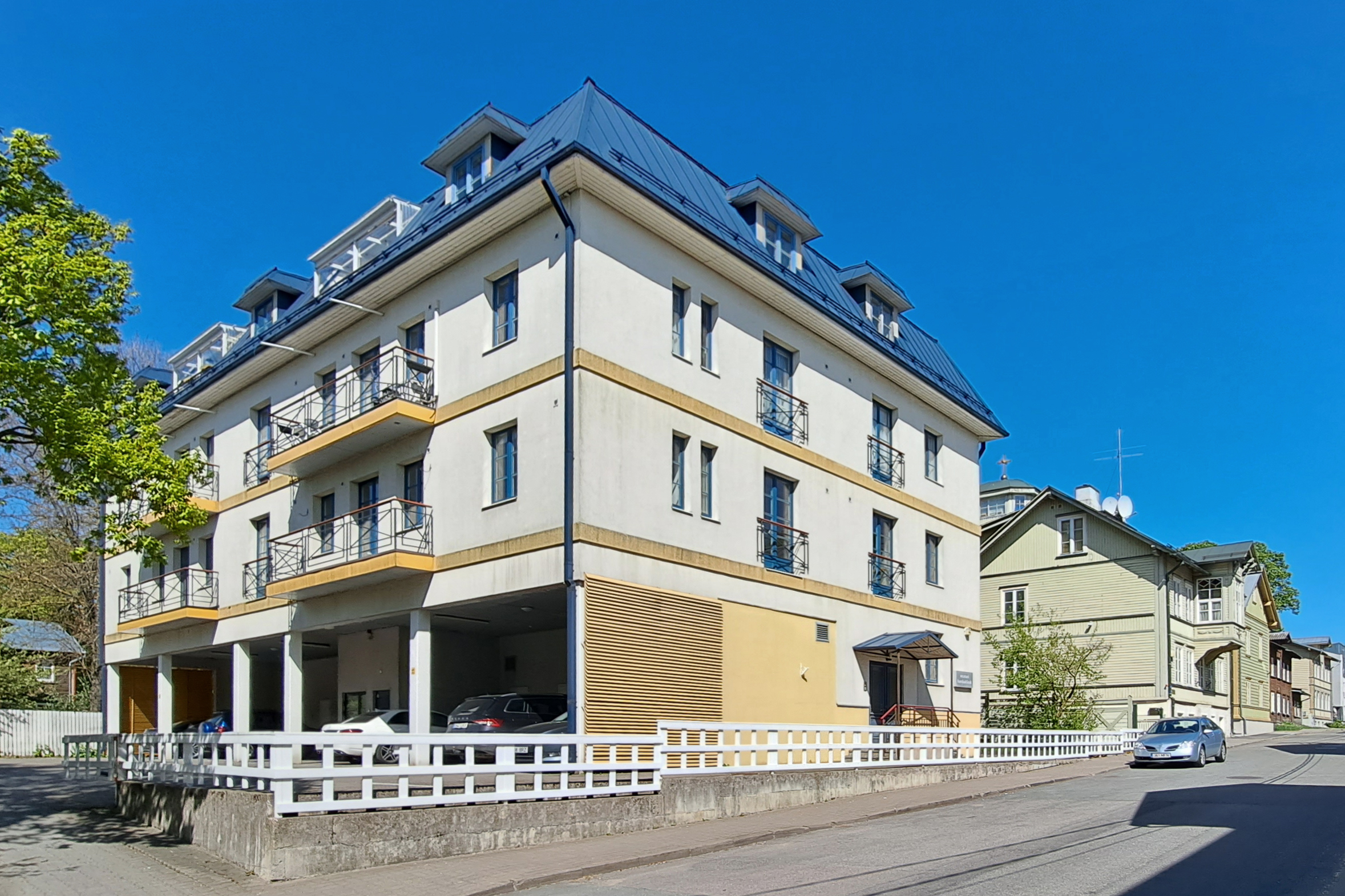
Wismari 32A
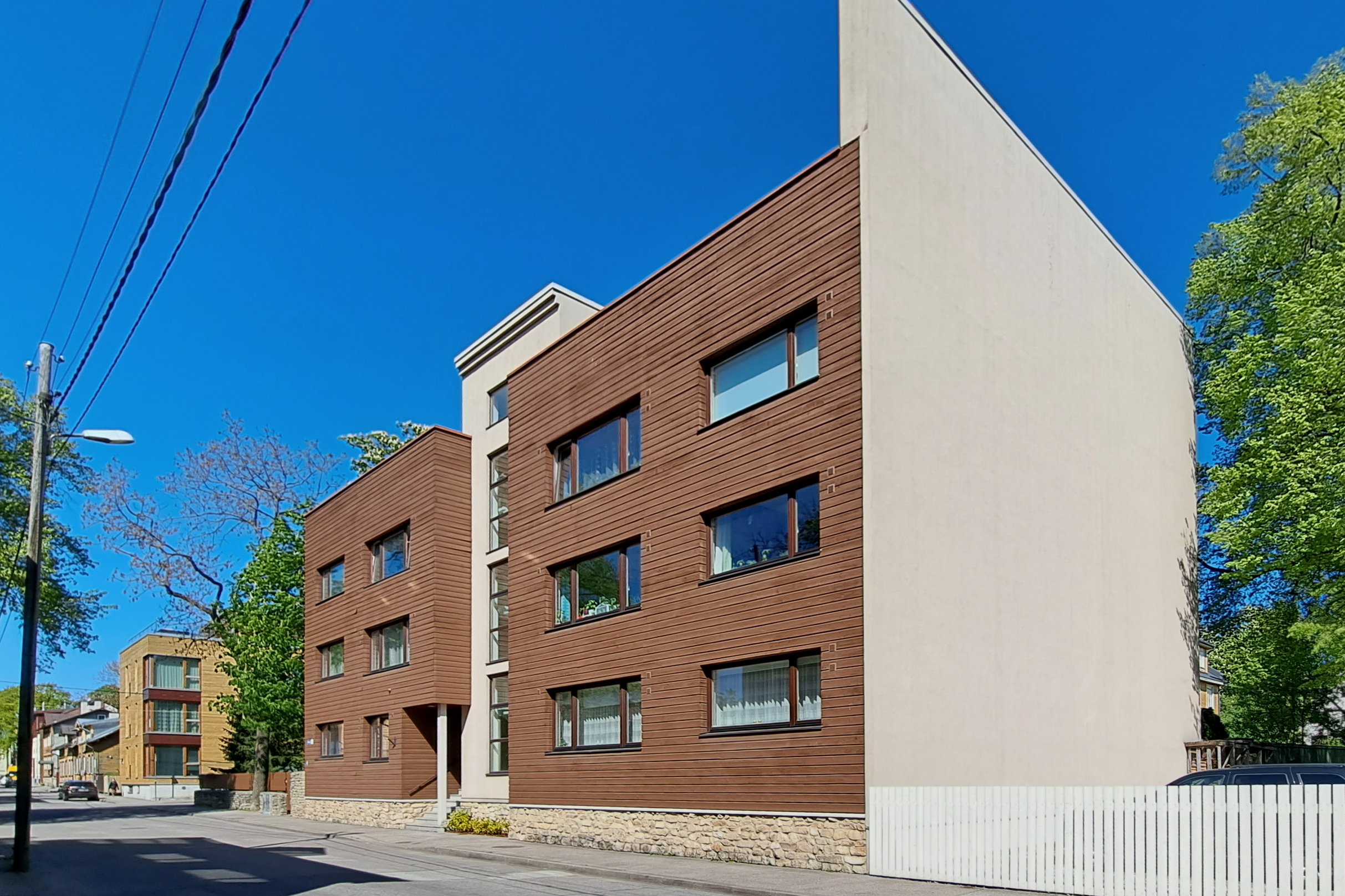
Villardi 11.
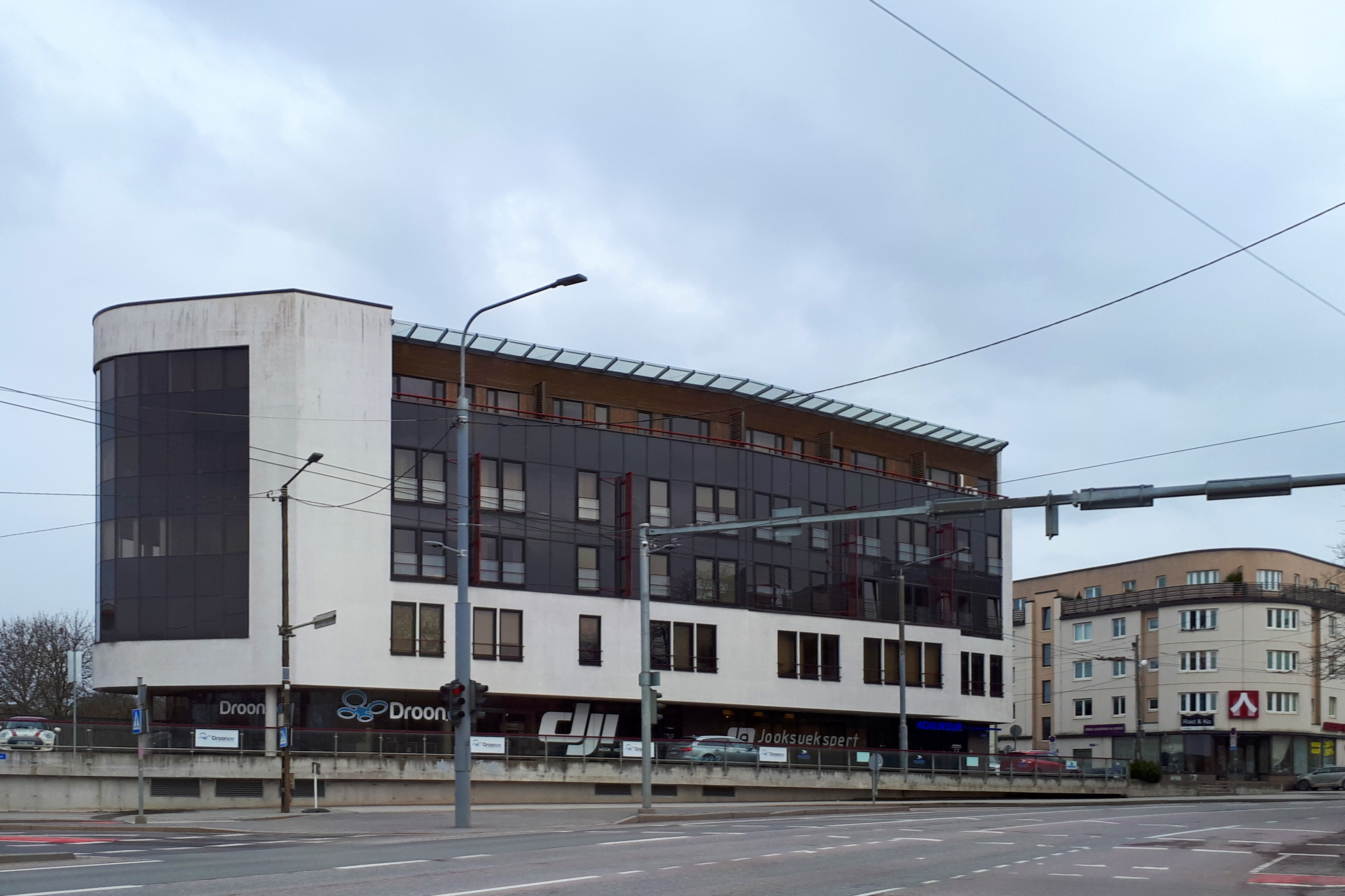
Luise tänav.
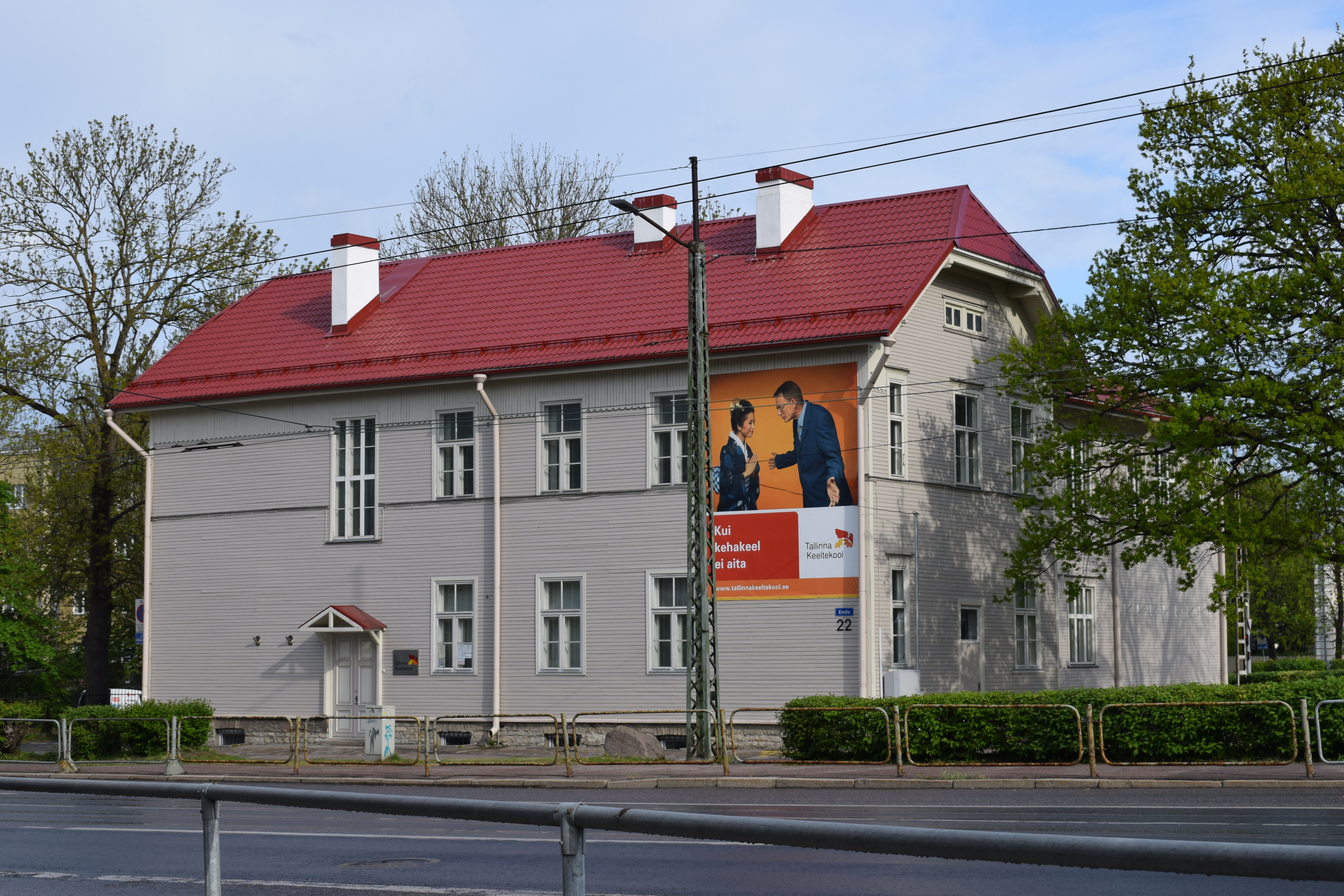
Endla tänav 22.
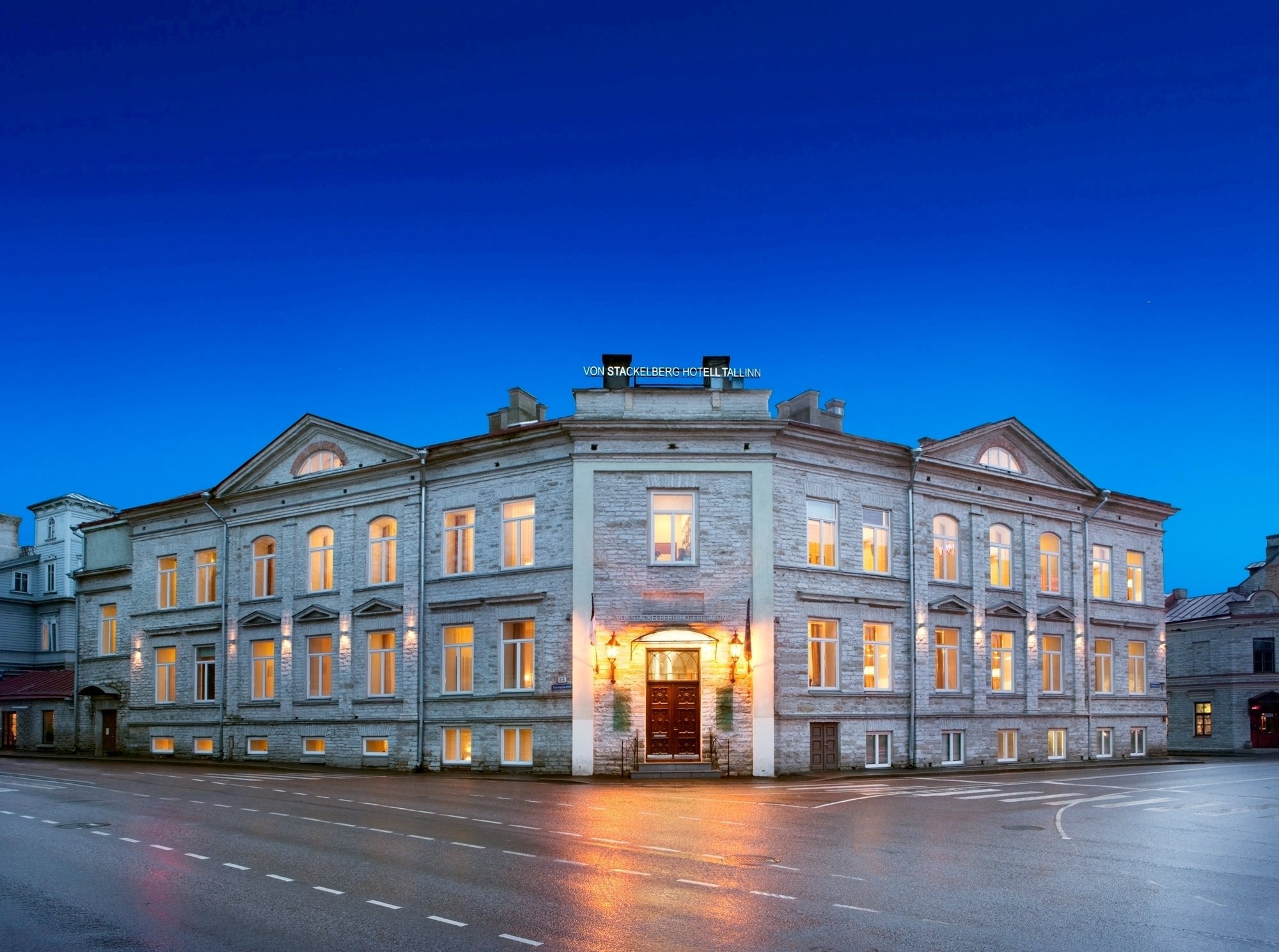
Hotel Von Stackelberg.
Endla tänav 10a.
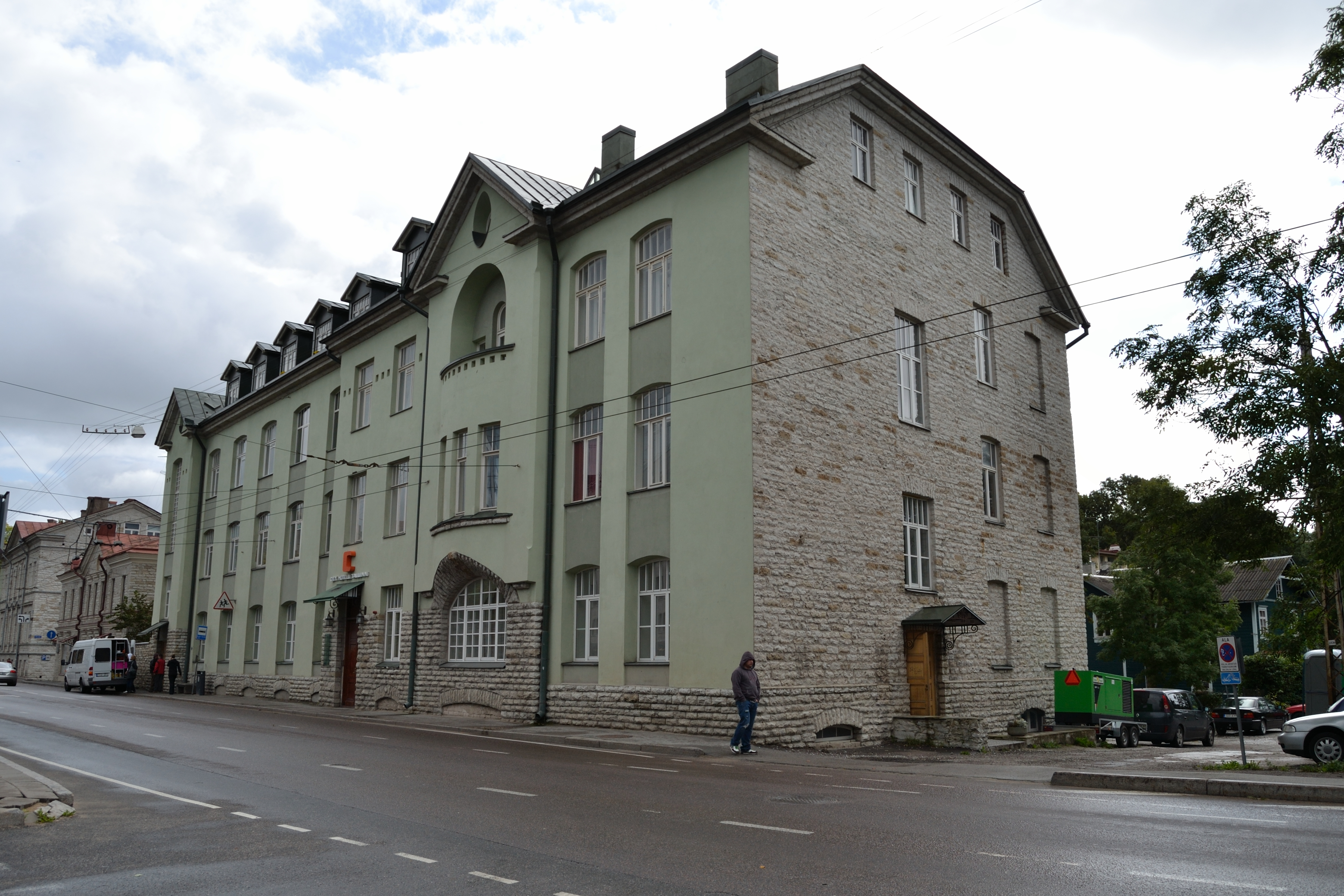
City Hotel Tallinn.